# Деньги (село)

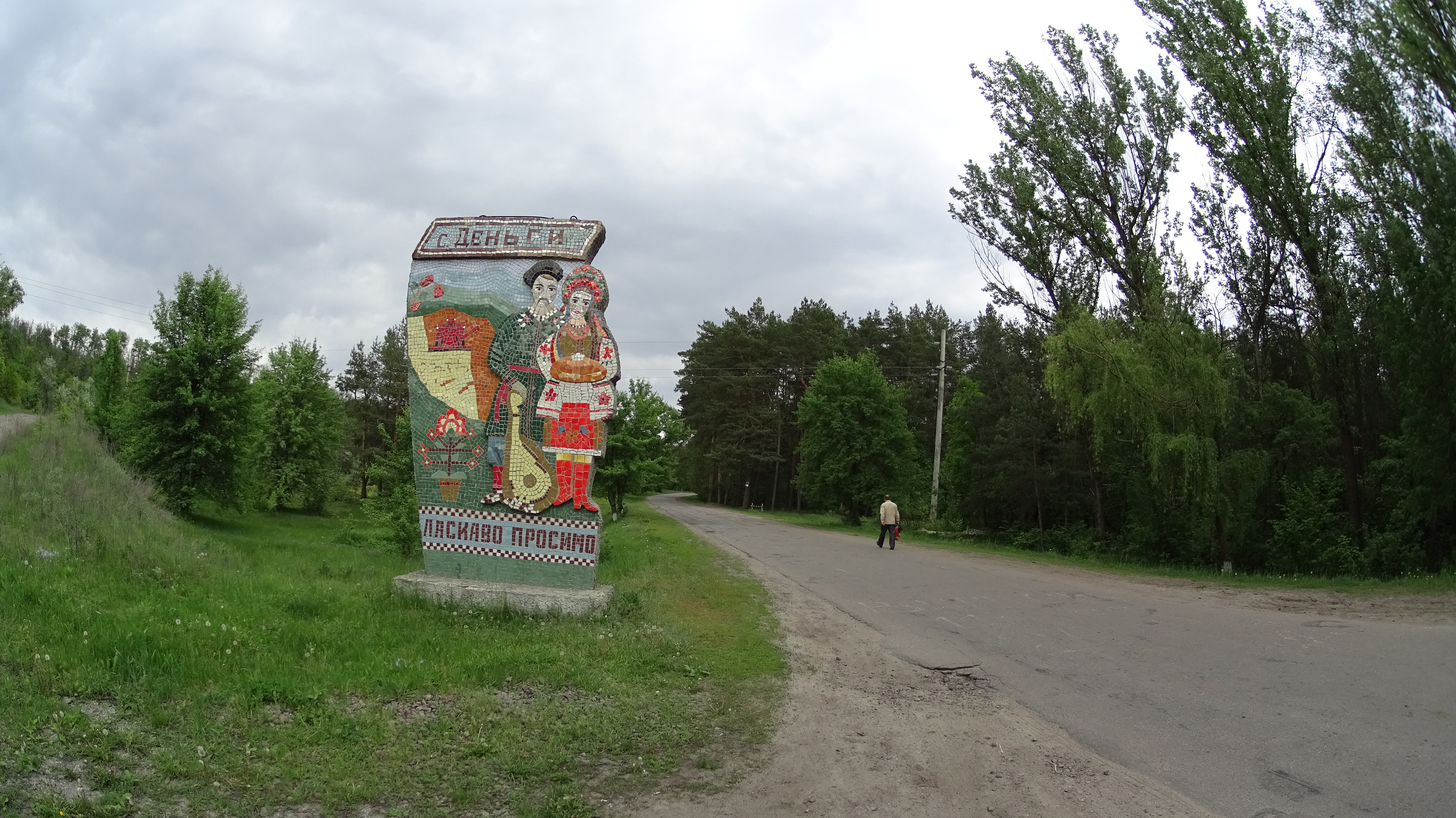
Въезд в село

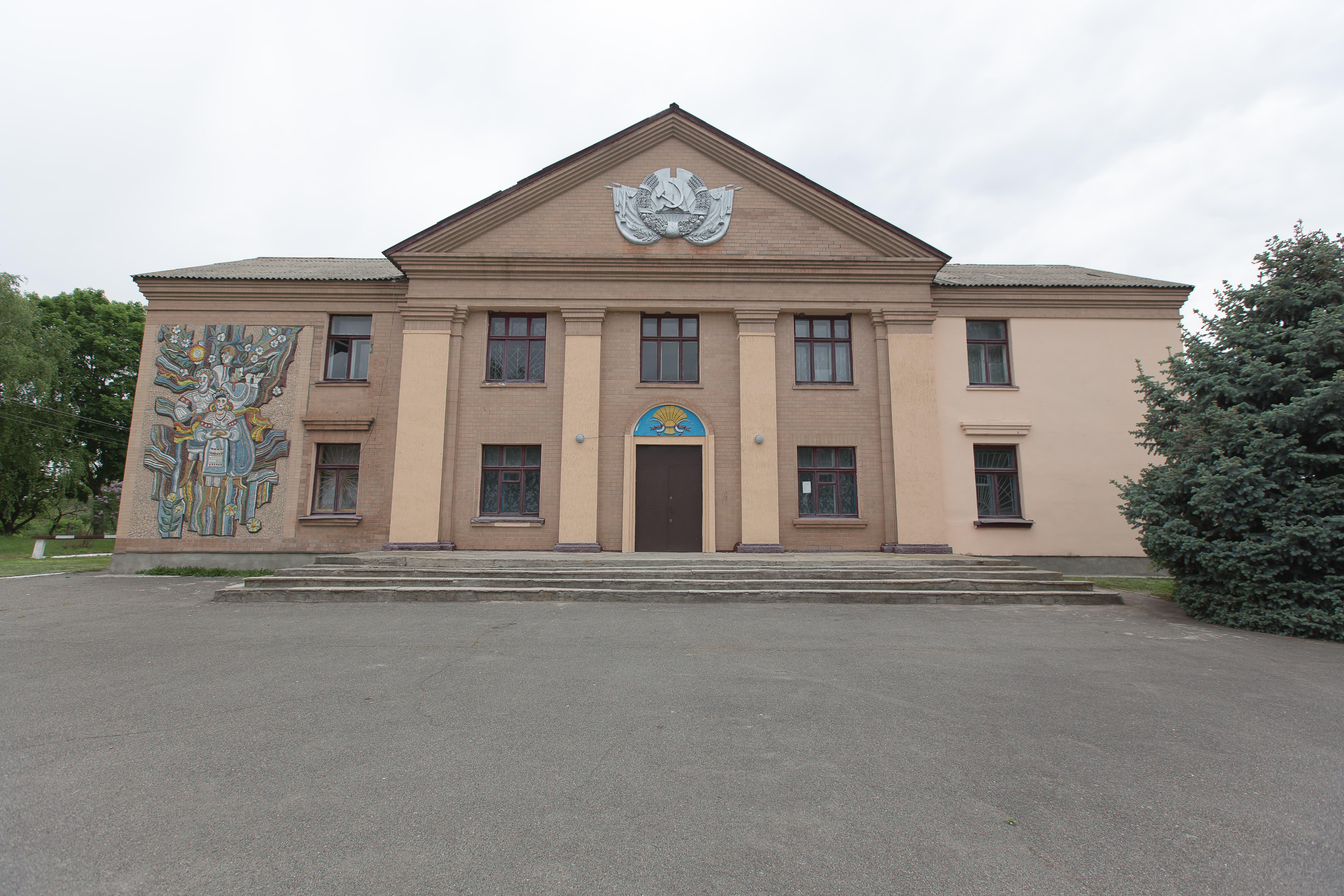
Дом культуры в селе

Деньги́ (укр. Деньги)  — село в Золотоношском районе Черкасской области, Украины.
Село расположено на реке Крапивная за 12 км от районного центра — города Золотоноша и 10 км от железнодорожной станции Золотоноша Одесской железной дороги, рядом с автодорогой Золотоноша — Черкассы.
Село Деньги — административный центр Деньгивского сельского совета.

## История
Первое письменное упоминание о селе относится ко второй четверти XVII века. Как казацкое поселение, с искаженным названием Донки село обозначено и на известной карте Гийома Боплана (1640-е годы).
С началом восстания Хмельницкого в середине XVII века село стало центром Деньгивской (Денезкой или Демковской) сотни Кропивненского полка.
272 деньгивцев воевали на фронтах Великой Отечественной войны, из них 122 награждены орденами и медалями. В честь 159 погибших установлен обелиск Славы.
В начале 1970-х годов в селе работал колхоз им. Кирова, который обрабатывал 3000 га земли, в том числе 2,3 тысячи га пахотной. Основное направление — производство зерна и животноводство. В селе действовала восьмилетняя школа, где обучалось 213 учеников, дом культуры на 450 мест, библиотека с книжным фондом 9000 экземпляров, больница на 25 коек, родильный дом, аптека, детские ясли, 3 магазина, парикмахерская, комбинат бытового обслуживания.

## Население

### Языковой состав
Родной язык населения по данным переписи 2001 года:
| Язык       | Численность, чел. | Доля     |
| ---------- | ----------------- | -------- |
| Украинский | 1 265             | 95,40 %  |
| Русский    | 49                | 3,70 %   |
| Другое     | 12                | 0,90 %   |
| Итого      | 1 326             | 100,00 % |

## Персоналии

### Родились
- Иван Иванович Черинько (1908—1948) — украинский и туркменский живописец и педагог.
- Василий Григорьевич Демченко (1831—1914) — учёный-юрист, профессор Киевского университета.
- Сергей Павлович Шелухин (6 октября 1864 — 25 декабря 1938) — генеральный судья, министр юстиции в УНР.